# Clare Lawrence Moody
Clare Lawrence Moody (Saddleworth, 1975) es una actriz y productora de teatro y televisión inglesa. Es también conocida por su papel en Pride/Orgullo (2014), Bad Girls (1999) y Longitude (2000).

## Biografía
Nacida en Saddleworth, Gran Manchester, Moody se educó en la escuela Lady Eleanor Holles y se formó en la Guildhall School of Music and Drama, mientras actuaba en televisión (actuó por primera vez, cuando era niña, en Crown Court y Coronation Street). Se licenció en Filología Inglesa en New Hall, Cambridge, antes de formar parte del reparto junto a las futuras damas Joan Plowright y Dorothy Tutin en la película This Could Be the Last Time (1998). Desde entonces ha aparecido en EastEnders, Ultimate Force, The Bill, Bad Girls, Longitude (2000), Harry and Pride (2014).
Ha actuado en el Royal National Theatre como Ruth Fry en Fram (2008) de Tony Harrison, en Mine (2008) de Polly Teale para Shared Experience y como Dorothy Markham en The Girls of Slender Means de Muriel Spark adaptada por Judith Adams.  En la radio ha protagonizado Let's Murder Vivaldi (una adaptación de 2008 de la obra televisiva de David Mercer ), 27 Wagons Full of Cotton, Amerika y Ghost in the Mechanic.
Ella y Anna Waterhouse también dirigen la productora teatral del West End Out Of The Blue Productions. Sus producciones han incluido This Is Our Youth de Kenneth Lonergan protagonizada por Matt Damon, Jake Gyllenhaal y Anna Paquin, A Life In The Theatre protagonizada por Patrick Stewart y Oleanna de David Mamet con Aaron Eckhart, y Some Girl(s) de Neil LaBute. con David Schwimmer. Lawrence también ha producido Fool for Love con Juliette Lewis. En 2004, el periódico Observer la nombró como una de los 80 jóvenes, según las predicciones, darán forma a la cultura de su generación.Ahora coproducen Oleanna, de Mamet, protagonizada por Julia Stiles, y aprovechan sus contactos en la Costa Oeste para introducirse en el cine.

## Vida personal
Es hija del director de televisión inglés Laurence Moody, y prima del actor Ron Moody y la historiadora Lisa Jardine.